# Alexandre Henrard

## Carrière
Médaillé de bronze en relais avec Pierre Dejardin aux Championnats du monde de pentathlon moderne 2016 à Moscou, il remporte la médaille d'argent en relais avec Simon Casse aux Championnats d'Europe de pentathlon moderne 2017 à Minsk.
Il est médaillé d'or en relais et médaillé de bronze en relais mixte avec Emma Riff aux Championnats du monde de pentathlon moderne 2018.
Il est médaillé de bronze en relais avec Jean-Baptiste Mourcia aux Championnats d'Europe de pentathlon moderne 2022 à Székesfehérvár.
Il annonce mettre un terme à sa carrière le 12 janvier 2024.

## Famille
Il est le fils de la nageuse Isabelle Lefèvre et le beau-fils du nageur Gilles Plançon.